# Göttername
Ein Göttername ist in der Namenkunde ein sakraler Name, der eine Gottheit namentlich benennt. Götternamen unterteilen sich in Namensformen, die einen Gott der abrahamitischen Religionen (Gottesname) oder eine Gottheit unter den paganen Göttern und Göttinnen (siehe 
germanischer bzw. keltischer Göttername) namentlich benennen. Häufig kommt in den Ortsnamen sowie den Personennamen einer Sprache ein Göttername als Bestandteil vor. Solche Namen werden in der Namenkunde als theophore Namen aufgefasst.
Die Anthroponymie zählt auch von den Menschen für mythische Wesen erfundene Namen zu den Personennamen, darunter fallen auch Namen für Dämonen, Gottheiten oder personifizierte Tiere.

## Religionsgeschichtliches
In der Religionsgeschichte ist die namentliche Benennung einer Gottheit Ausdruck der Vorstellungen des Menschen von ihrer Individualität und Personalität. Die namentliche Benennung ist eine elementare Form der Repräsentation einer Gottheit, die die individuelle Anrufung einer Gottheit im Gebet ermöglicht und zuweilen auch ihre magische Verfügbarkeit gewährleisten soll.
Weit verbreitet wird dabei eine bis zur Identität reichende Entsprechung von Name und Persönlichkeit angenommen. Die erwünschten Eigenschaften drücken sich dabei unmittelbar als „sprechende Namen“ aus. Die Vielnamigkeit eines Gottes spiegelt daher oftmals die Fülle seiner Macht, mitunter resultiert sie auch aus der Interpretatio zweier ursprünglich verschiedener Gottheiten in der namentlichen Benennung oder auch in der bildlichen Darstellung.
Die völlige Unverfügbarkeit einer Gottheit hingegen drückt sich sowohl in theologischen Anschauungen zum jüdischen Gott als auch in magischen Praktiken zu paganen Gottheiten darin aus, dass eine Gottheit als namenlos angesehen wird oder einen den Menschen verborgenen, geheimen Namen trägt.